# Зал слави телебачення
Зал слави телебачення (англ. Television Hall of Fame) — заснований колишнім президентом академії Academy of Television Arts & Sciences Джоном Мітчеллом (англ. John H. Mitchell) американський Зал слави, в який включаються особи, які зробили великий внесок у розвиток телебачення в США.
Першим головою Залу слави був сам Мітчелл — до його смерті в січні 1988 року. Його змінив Едгар Шерік (англ. Edgar Scherick який передав кермо влади Норману Ліру (англ. Norman Lear
Перша церемонія введення в Зал слави пройшла в 1984 році. Серед перших членів залу були Люсіль Болл, Педді Чаєфські, Едвард Марроу, Давид Сарнов. Нагороджені отримали скляні статуетки у вигляді двох танцюристів балету, які були створені художником і скульптором Паскалем. Починаючи з 1988 року лауреати отримують нагороду у вигляді кристала з телевізійним екраном на бронзовій підставці, розроблену артдиректором Роменом Джонстоном (англ. Romain Johnston
Введення в Зал слави проводиться щорічно і остання церемонія пройшла в 2014 році. Серед лауреатів були Рей Долбі, Девід Келлі, Джей Лено, Джулія, Луї-Дрейфус, Руперт Мердок і Brandon Stoddard.